# Torgiano
Torgiano ist eine italienische Gemeinde mit 6598 Einwohnern (Stand 31. Dezember 2023) in der Provinz Perugia in der Region Umbrien und ist Mitglied der Vereinigung I borghi più belli d’Italia („Die schönsten Orte Italiens“).

## Geografie

Die Lage von Torgiano in der Provinz Perugia

Die Gemeinde erstreckt sich über rund 38 km². Die Gemeinde liegt etwa 10 km südöstlich von Perugia am Zusammenfluss von Tiber und Chiascio. Sie ist Teil der Gemeinschaften Città dell’Olio, Cittàslow und der Comunità montana Trasimeno Medio Tevere und liegt in der klimatischen Einordnung italienischer Gemeinden in der Zone D, 2 014 GR/G. Im Ort wird die Rebsorte Canaiolo nero angebaut. Der Ortsname entstammt dem Turm Torre di Giano.
Zu den Ortsteilen (Frazioni) gehören Brufa (291 m s.l.m., ca. 600 Einwohner, früher auch als Castel Grifone bekannt) und Pontenuovo.
Die Nachbargemeinden sind Bastia Umbra, Bettona, Deruta und Perugia.

## Geschichte
Der Ort entstand 1276 infolge eines Beschlusses der Stadt Perugia vom 9. März 1274 als Castrum Torscianus über einem älteren Ort, der damals als Giano oder Torre di Giano bekannt war und 595 durch Agilulf zerstört wurde. Zu dieser Zeit entstanden auch das Castello di Brufa und der dazugehörige Ortsteil sowie die von Fra Bevignate errichtete Brücke Ponte Nuovo. Von 1426 datieren eigene Statuten. Im Jahr 1500 wurde der Ort von Cesare Borgia, dem Duca del Valentino, eingenommen. 1540 brach der Salzkrieg (Guerra del Sale) zwischen dem Kirchenstaat und Perugia um die vom Papst Paul III. eingesetzte Salzsteuer aus, dem der Ort trotz der geografischen Nähe entging. Ab dem 17. Jahrhundert herrschten im Ort die Familien der Baglioni, der Graziani und der Ansidei.

## Weine

### Torgiano DOC
Unter der Bezeichnung Torgiano werden weiße, rote und roséfarbene Weine sowie weiße Schaumweine (Spumante) hergestellt. Die Weine besitzen seit 1968 eine „kontrollierte Herkunftsbezeichnung“ (Denominazione di origine controllata – DOC), die zuletzt am 7. März 2014 aktualisiert wurde. Das Anbaugebiet ist auf die Gemeinde Torgiano, Provinz Perugia begrenzt.
Es gibt folgende Weintypen:
- Verschnittweine (Cuvées): Bianco di Torgiano, Rosso di Torgiano, eine Spätlese (Vendemmia tardiva) und einen Vin Santo
- Fast sortenreine Weine: Hier muss die genannte Rebsorte zu mindestens 85 % enthalten sein. Höchstens 15 % andere analoge Rebsorten, die für den Anbau in der Region Umbrien zugelassen sind, dürfen zugesetzt werden. Das sind Merlot, Chardonnay, Pinot Grigio, Riesling, Cabernet Sauvignon und Pinot nero.

### Torgiano Rosso Riserva DOCG
Es gibt auch einen roten DOCG-Wein aus dem gleichen Anbaugebiet. Diese qualitativ höhere „kontrollierte und garantierte Herkunftsbezeichnung“ (Denominazione di Origine Controllata e Garantita – DOCG) wurde 1978 eingeführt und zuletzt am 7. März 2014 aktualisiert. Der Wein muss zu mindestens 70–100 % aus der Rebsorte Sangiovese bestehen. Höchstens 30 % andere rote Rebsorten, die für den Anbau in der Region Umbrien zugelassen sind, dürfen zugesetzt werden.

## Sehenswürdigkeiten

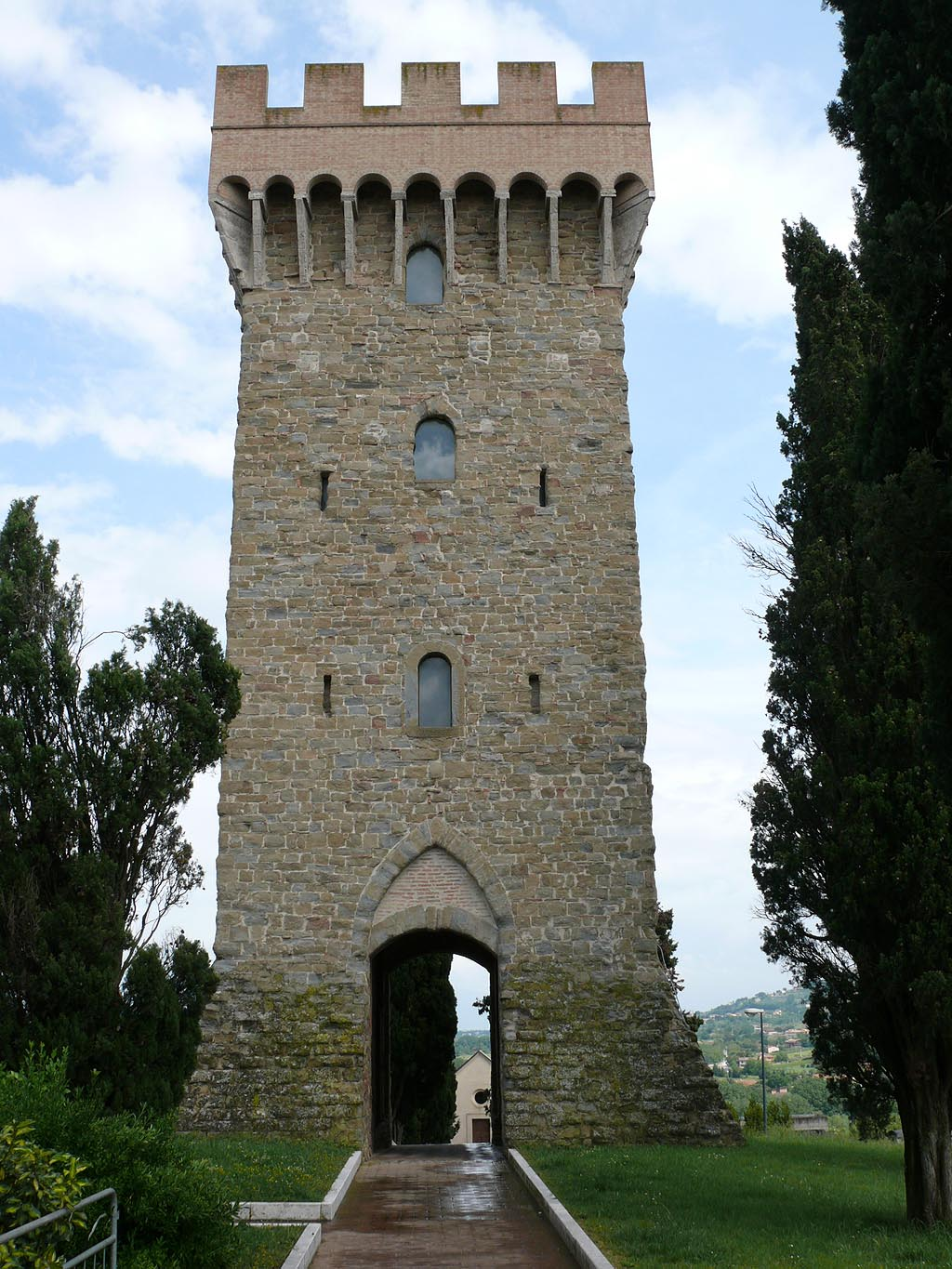
Der Turm Torre Baglioni

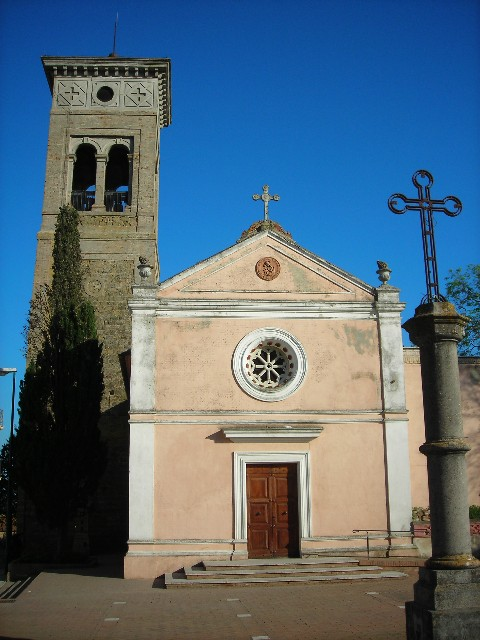
Die Kirche Chiesa di Sant’Ermete im Ortsteil Brufa

- Castello di Brufa, Burgruine in Ortsteil Brufa
- Chiesa di San Bartolomeo, Kirche aus dem 18. Jahrhundert. Die Apsis wurde von Ascanio Guglielmo di Panicale und Olimpio Colli 1937 gestaltet
- Chiesa di Sant’Ermete im Ortsteil Brufa, Kirche mit Grabstätte des Giovanni Andrea Bontempi
- Chiesa di Santa Maria dell’Olivello, Kirche, die um 1565 erbaut wurde und 1764 restauriert wurde. Enthält ein Fresko aus dem 18. Jahrhundert (Madonna col Bambino e i Santi Giuseppe e Giovanni)
- Chiesa della Santa Croce, Kirche außerhalb des Ortskerns, die im 18. Jahrhundert über einer älteren Kirche (ca. 11. Jahrhundert) errichtet wurde
- Das Weinmuseum
- Das Ölbaum- und Olivenölmuseum
- Oratorio di Sant’Antonio Abate, Oratorium aus dem 16. Jahrhundert. Enthält Werke aus dem Umfeld von Domenico Alfani
- Oratorio della Misericordia, bereits 1587 existierendes Oratorium mit dem Campanile 1834 fertiggestellten Glockenturm, der heute das Ortsbild prägt
- Palazzo Graziani Baglioni, Gebäude aus dem 16. Jahrhundert, beherbergt seit 1974 das Weinmuseum
- Parco dei Mulini / Parco dei Fiumi, Mühlen- und Flusspark am Zusammenfluss von Chiascio und Tiber
- Santa Maria nel Castello, Kirche aus dem (ca.) 15. Jahrhundert mit Fresken auf der Fassade
- Torre Baglioni, kurz außerhalb der Stadtmauern stehender Turm aus dem 13. Jahrhundert, der heute neben dem Campanile das Ortsbild prägt

## Söhne und Töchter der Gemeinde
- Carlos José Santi Brugia (1921–1991), römisch-katholischer Ordensgeistlicher, Bischof von Matagalpa in Nicaragua
- Ciro Scarponi (1950–2006), Klarinettist und Komponist.